# Косеж (Великопольське воєводство)
Косеж (пол. Koserz) — село в Польщі, у гміні Ходув Кольського повіту Великопольського воєводства.
Населення — 87 осіб (2011).
У 1975-1998 роках село належало до Конінського воєводства.

## Демографія
Демографічна структура станом на 31 березня 2011 року:
|          | Загалом | Допрацездатний вік | Працездатний вік | Постпрацездатний вік |
| -------- | ------- | ------------------ | ---------------- | -------------------- |
| Чоловіки | 41      | 14                 | 23               | 4                    |
| Жінки    | 46      | 11                 | 25               | 10                   |
| Разом    | 87      | 25                 | 48               | 14                   |